# هائية
في علم الصوتيات الهائية (من حرف الهاء) أو التنفيس أو الهتَّة أو المُهايَأة أو الزفر (مصدر زَفَرَ بمعنى «أخرج النَّفَس») (بالإنجليزية: aspiration)‏ هو إطلاق زفرة من الهواء مع نطق صوت من الأصوات الانسدادية.
يرافق خروج دفعة الهواء عادة زوال الانسداد في مجرى الهواء الذي يرافق إنتاج الأصوات الانسدادية، ولكن في حالات أخرى قد يرافق خروج دفعة الهواء حدوث الانسداد، وفي هذا الحالة يسمى الهائية هائية قبلية (preaspiration).

## الهائية في IPA
يمكن تصور الهائية على أنه نطق الصوت مع خلطه بصوت الهاء /h/، ولهذا يرمز للهائية في الأبجدية الصوتية الدولية بوضع h صغيرة مرتفعة < ʰ > بجوار رمز الصوت المزفور. مثلا ‎[pʰ tʰ kʰ]‏. وإذا كان الهائية قبليا توضع العلامة بالشكل التالي ‎[ʰp ʰt ʰk]‏.

## الهائية والجهر
يترافق نطق الأصوات المهموسة مع تباعد الحبال الصوتية وانفتاح مزمار الحنجرة، أما نطق الأصوات المجهورة فإنه يترافق مع تقارب جزئي للحبال الصوتية؛ ولهذا فإن الهائية بطبيعته أقرب للحدوث مع الأصوات المهموسة منه للمجهورة؛ والحق أن الهائية مع الأصوات المجهورة لا يسمى هائية بل يسمى مرمرة أو صوتا لهثيا (بالإنجليزية: breathy voice)‏ ويرمز له بإضافة إحدى دياقريطتين إلى رمز الصوت وهما ‎< ʱ >‏ أو ‎< ̤ >‏ (يقصر البعض الدياقريطة الأولى عى الانسداديات الممرمرة والثانية على السونورات الممرمرة).

## الهائية في لغات العالم
يشيع الهائية في لغات العالم، وفي كثير من اللغات، كالصينية والهندوآرية والدرافيدية والآيسلندية والكورية والتايلندية واليونانية القديمة تتمايز الأصوات المزفورة فونيميا عن نظائر غير مزفورة (مثلا في اليونانية القديمة هناك سلسلتان متمايزتان: سلسلة مجردة ‎p t k‏ وأخرى مزفورة ‎pʰ tʰ kʰ‏).